# Турій Олег Юрійович
Олег Юрійович Турій (нар. 21 липня 1964, Цвітова) — український історик Церкви.
Директор Інституту історії Церкви Українського католицького університету, проректор із зовнішніх зв'язків цього ж вишу, завідувач кафедри церковної історії.

## Біографія
Народився с. Цвітова Калуського району Івано-Франківської області.
У 1981—1986 рр. навчався на історичному факультеті Львівського національного університету ім. Івана Франка.
У грудні 1994 р. захистив кандидатську дисертацію на тему «Греко-Католицька Церква в суспільно-політичному житті України у 1848—1867 роках».
У 1986—1989 рр. викладав історію та суспільні дисципліни у Калуському професійно-технічному училищі № 7.
У 1989—1990 рр. був старшим науковим співробітником Львівського літературно-меморіального музею Івана Франка.
У 1992—1998 рр. працював старшим науковим співробітником Інституту історичних досліджень Львівського держуніверситету ім. Івана Франка
У 1994—2002 рр. працював заступником директора, виконавчим директором та директором Інституту історії Церкви Львівської богословської академії.

## Сфера наукових інтересів
Історія Церкви в Україні.
Суспільно-політичне життя у другій половині ХІХ століття, історична пам'ять.
Наукові праці публікує англійською, італійською, німецькою, польською, українською, французькою мовами.

## Наукова та викладацька діяльність
У 1986—1989 рр. викладав історію та суспільні дисципліни у Калуському професійно-технічному училищі № 7.
У 1989—1990 рр. був старшим науковим співробітником Львівського літературно-меморіального музею Івана Франка.
У 1992—1998 рр. працював старшим науковим співробітником Інституту історичних досліджень Львівського держуніверситету ім. Івана Франка
У 1994—2002 рр. працював заступником директора, виконавчим директором та директором Інституту історії Церкви Львівської богословської академії
З 2004 — дотепер — завідувач кафедри церковної історії Українського католицького університету.
2009 — дотепер — проректор із наукової роботи Українського католицького університету.

## Нагороди і відзнаки
- Олександрівська премія родини Ґудзяків «Ad fontes» (2012),
- Хрест «За заслуги перед Церквою і Папою» (12 грудня 2017)[4],
- Відзнака Благодійного фонду Петера Гюнермана Католицької служби академічних обмінів (КААD) за багатолітню наукову й церковну діяльність, зусилля в організації екуменічних зустрічей, за заангажованість у справи на користь демократичної України (26 квітня 2024)[5].

### Наукові статті
1. Православ'я і греко-католицизм — дві українські церкви // Макарчук С. А., Турій О. Ю. Український етнос (історичний розвиток). Тексти лекцій. — Львів: ЛДУ, 1990. — С.32-50.
2. Політичні орієнтації греко-католицького духовенства Галичини у революції 1848—1849 рр. // Вісник Львівського університету. Серія історична. — Львів: Світ, 1992. — Вип. 28. — С.32-51 (у співавторстві з С. А. Макарчуком).
3. Греко-католицька церква і зародження українського національно-визвольного руху в Галичині: 1772—1848 // Історія державності України: Проблеми вивчення у вузі (Тези доповідей і виступів на республіканській студентській науково-методичній конференції 15-17 квітня 1992 р. м. Київ). –Київ: КПІ, 1992. — Ч.2. — С.3-5.
4. Греко-католицька церква і зародження москвофільства в Галичині // Історія релігій в Україні. Тези повідомлень II круглого столу (Львів, 4-5 травня 1992 р.). — Київ; Львів, 1992. — С.58-60.
5. Національно-політичні орієнтації української духовної інтелігенції Галичини в кінці XVIII—XIX ст. // Політологічний вісник: Матеріали Всеукраїнської науково-методичної конференції «Політична думка в Україні: минуле і сучасність». Київ, 1-4 лютого 1993 р. — Ч.1. — Київ: НМК ВО, 1993. –С. 213—219 (у співавторстві з В. М. Ягніщаком).
6. Початки москвофільства в Галичині // Вісник Львівського університету. Серія історична. –Львів: Світ, 1993. — Вип. 29. — С. 36-43.
7. Українські «полонофіли» і польські «українофіли» в революції 1848—1849 рр. у Галичині // Проблеми слов'янознавства. — Львів: Світ, 1994. — Вип. 46. — С.93-96.
8. Українська інтелігенція Львова в революції 1848—1849 рр. // Львів: історія — населення — культура. Тези доповідей та повідомлень українсько-польської наукової конференції. — Львів: ЛДУ, 1994. — С. 15-16.
9. Національні та політичні орієнтації греко-католицького духовенства в 1848—1859 рр. (до генези москвофільства) // Матеріали засідань Історичної та Археографічної комісій НТШ у Львові (лютий 1992 р. — жовтень 1993 р.). — Львів, 1994. — С. 50-53.
10. Національне і політичне полонофільство серед греко-католицького духовенства Галичини під час революції 1848—1849 рр. // Записки НТШ. Праці історично-філософської секції. — Львів, 1994. — Т. 228. — С. 183—206.
11. Греко-католицький священик в Австрійській монархії середини XIX ст.: державний службовець чи душпастир? // Матеріали II Міжнародного конгресу україністів: історія. — Львів, 1994. — С. 56-62; польський переклад: Duchovny greckokatolicki w monarchii austriackiej w połowie XIX w.: urzędnik państwowy czy duszpasterz? // Samobdentyfikacja mniejszości narodowych i religijnych w Europie Środkowo-Wschodniej. Historia i historiografia / ред. J. Lewandowski, W. Goleman. Lublin 1999, c. 11-16.
12. «Руська історія» як ле∂ітимізація визвольних змагань галицьких українців у 1848—1867 рр. // Михайло Грушевський і львівська історична школа: Матеріали конференції, Львів, 24-25 жовтня 1994 р. — Нью-Йорк; Львів,1995. — С. 95-106.
13. Галицькі русини між москвофільством і українством (до питання про так зване «старорусинство») // Третій Міжнародний конгрес україністів, 26-29 серпня 1996 р. Доповіді та повідомлення. Історія, ч. 1. Харків 1996, с. 106—112
14. Нескорена Церква // Собор Української Греко-Католицької Церкви «Нова євангелізація». Інформаційний бюлетень. Львів, 1996. — С. 13-20.
15. Die Griechisch-Katholische Kirche und die ukrainische Frage in Galizien in den Jahren 1918—1923 // Impuls-Simposion «Die Stellung der Römisch-Katholischen Kirche und der Politische Katholizismus in Österreich und in den Nachfolgestaaten 1918—1938» 19.-21. Apriel 1995. Gesammelte Referate / Herausgeg. von Maximilian Liebmann. — Graz, 1995. — S. 198—205 (у співавторстві з Л. ¢ентош).
16. Die Union von Brest 1595/96: Entstehung und historische Hintergründe // Glaube in der 2.Welt. Zeitschrift für Religionsfreiheit und Menschenrechte. — 1977. — N 4. — S. 12-16.
17. Ukraińsko-polske pogranicze i problem podziału Galicji w połowie XIX wieku // Sąsiedstwo. Osadnictwo na pograniczu etnicznym polsko-ukraińskim w czasach nowożytnych / Pod red. Józefa Półćwiartka. — Rzeszów, 1997. — S. 111—120.
18. Берестейська унія та українська національна ідея в Галичині в середині XIX ст. // Варшавські українознавчі записки / Ред. Стефан Козак. — Варшава, 1997. — Т. 4-5. — С. 252—276
19. Конфесійно-обрядовий чинник у національній самоідентифікації українців Галичини в половині XIX століття // Записки НТШ. Праці історично-філософської секції. — Львів, 1997. — Т. 233. — С. 69-99.
20. Die Griechisch-Katholische Kirche und die Entstehung der ukrainischen nationalen Bewegung in Galizien // Ostkirchliche Studien 47 (1998) 3-21.
21. Hierarchia i duchovieństwo Ukraińskiego Kościoła Greckokatolickiego w podziemiu //Polska — Ukraina: 1000 lat sąsiedztwa. — Przemyśl, 1998. — T. 4. — S. 311—337 (у співавторстві. з Б. ¢удзяком і С. Гуркіною).
22. Греко-католицьке духовенство в подіях 1848—1849 рр. // Галицька брама 10(46) (жовтень 1998) 6.
23. До питання про провідну роль греко-католицького духовенства в національному русі галицьких українців у XIX ст. // Матеріали засідань Історичної та Археографічної комісій НТШ у Львові. — Львів, 1999. — Вип. 2 (1995—1997 рр.) — С. 408—417.
24. «Українська ідея» в Галичині 1848—1849 рр.: проблема національної та державної самостійності // Матеріали засідань Історичної та Археографічної комісій НТШ у Львові. — Львів, 1999. — Вип. 2 (1995—1997 рр.) — С. 418—433.
25. «Українська ідея» в Галичині в середині XIX століття // Україна модерна. — Львів, 1999. — Ч. 2-3 за 1997/1998 рр. — С. 59-75.
26. Греко-католицька Церква і революція 1848—1849 рр. у Галичині // Rok 1848 Wiosna Ludów w Galicji: zbiór studiów / Pod red. Władysława Wica. Kraków, 1999. — S. 72-91.
27. Ukrainische Griechisch-katholische Kirche und Medien // Informationes Theologiae Europae. Internationales ökumenisches Jahrbuch für Theologie / Herasg. Ulrich Nembach mit Heirich Rusterholz und Paul M. Zulehner. — Frankfurt am Main; Berlin; Bern; Bruxelles; New York; Wien, 1999. — S. 299—320 (у співавторстві. з А. Юрашем і Я. Глистюком).
28. Соціальний статус і матеріальне становище греко-католицького духовенства Галичини в середині XIX століття // Ковчег. Науковий збірник із церковної історії. — Львів, 2000. — Ч. 2. — С. 115—148.
29. Церква і нація: Проблема релігійної та національної ідентичності галицьких греко-католиків у період «Весни народів» // Богословія 64 (Львів 2000)132-147.
30. Греко-католики, латинники і православні в Україні: проти, поруч чи разом? — Львів, 2000. — 14 с. [= Україна християнська 7]; оновлену й доповнену версію цієї ж статті опубліковано в: Богословія 65 (Львів 2001)122-137; англійський переклад: Greek Catholics, Latins and Orthodox in Ukraine: Who's Who? — Львів, 2000. — 14 с.[= Україна християнська 8]; німецький переклад: Griechisch-Katholiken, Lateiner und Orthodoxe in der Ukraine: gegeneinander, nebeneinander oder miteinander? — Львів, 2000. — 14 с.[= Україна християнська 9], передрук: ContaCOr 1 (2001) 56-68; польський переклад: Grekokatolicy, łacinnicy i prawosławni w Ukrainie: przeciwko sobie, obok siebie, czy razem? // Варшавські українознавчі записки / Ред. Стефан Козак. — Варшава, 2001. — Т. 11-12. — С. 310—323
31. Греко-католики, латинники і православні в Україні: хто є хто? // Поступ, № 182 (626), 4 лист. 2000 р., с. 9.
32. Kościoły na Ukrainie — razem, obok siebie, czy przeciwko sobie? // Wiadomości KAI, Nr 13 (470), 29 marca 2001, s.16-21
33. Die katholischen Kirchen und die ökumenischen Beziehungen in der Ukraine // Ost-West. Europäische Perspektiwen 2 (2001) Heft 2, S. 95-106.
34. Католики в сучасній Україні: проблема ідентифікації // Історія релігій в Україні. Матеріали XI Міжнародної конференції. Львів, 2001, с.
35. Ієрарахія та духовенство Української Греко-Католицької Церкви в підпіллі. 1946—1989 // Католицька Церква в Україні: 2001-й рік. Статистика, аналізи коментарі / Упор. О. Доброєр, Київ, 2001, с. 60-81 (у співавторстві з о. Борисом ¢удзяком і Світланою Гуркіною).
36. Греко-католицьке чернецтво в релігійному житті України. 1939—1998 // Католицька Церква в Україні: 2001-й рік. Статистика, аналізи коментарі / Упор. О. Доброєр, Київ, 2001, с. 154—168 (у співавторстві з Ярославом Глистюком).
37. Orden // Kirche im Aufbruch: zur pastoralen Enrwicklung in Ost(Mittel)Europa; eine qualitative Studie / András Máté-Tóth und Pavel Mikluščak u. a., Ostfildern 2001, S. 173—189 (у співавторстві з Michael Ulrich).
38. Внесок Церков у побудову громадянського суспільства // Громадянське сеспільство і соціальні перетворення в Україні: Тези наукової конференції / За ред. А. Ф. Карася. Львів 2001, с. 98-99.
39. Українське духовенство і національно-політична боротьба в Галичині під час революції 1848—1849 років // Україна: культурна спадщина, національна свідомість, державність. Вип. 9: Ювілейний збірник на пошану Феодосія Стеблія / За ред. Олени Аркуші та ін., упор. Остап Середа і Олена Аркуша. Львів 2001, с. 159—180.
40. Традиційні Церкви в незалежній Україні: проблема ідентичности // Ї. Незалежний культурологічний часопис 22 (2001) 115—132.
41. Греко-Католицька Церква і українська національна ідентичність у Галичині // Людина і світ (жовтень 2001) 21-26. Повніша версія ції статті з такою ж назвою опублікована в: Ковчег. Науковий збірник із церковної історії, ч. 4: Еклезіяльна й національна ідентичність греко-католиків Центрально-Східної Европи / відп. ред. Олег Турій. Львів 2003, с. 67-85; нім. переклад: Die Griechisch-Katholische Kirche und die ukrainische nationale Identität in Galizien // Religion und Nation. Die Situation der Kirchen in der Ukraine / Hrsg. von Thomas Bremer. Wiesbaden 2003, S. 25-32.
42. Religiöse Situation und zwischenkonfessionelle Verhältnisse in der post-atheistischen Ukraine // IDM Info für den Donauraum und Mitteleuropa, Sonderheft «Ukraine — 10 Jahre unabhängig: eine Zwischenbilanz» 7 (2002) 44-46.
43. Identitätsproblemme der traditionellen christlichen Kirchen in der unabhängigen Ukraine // Repères œcuméniques — Ökumenische Wegzeichen. Publiés par l'Institut d’études œcumeniques de l'Université de Fribourg: Die Ukraine — Ausgangspunkt der Christianisierung der Rus’ — Ausgangspunkt der christlicher Versönung heute? Vorträge zur ökumenischen Situation in der Ukraine im Rahmen der Studientage «Ukraine — Challenges of a Country in Transformation» 19./20. April 2002 an der Universität Fribourg, 12 (September 2002) 19-38.
44. Проблема ідентичності в стосунках між Церквами-сестрами в сучасній Україні // «Kościoły siostrzane» w dialogu / Ред. Z. Glaeser. Opole 2002, с. 284—298.
45. Das religiöse Leben und die zwischenkonfessionelle Beziehungen // Die Ukraine in Europa. Aktuelle Lage, Hintergründe und Perspektiven / Ред. J. Besters-Dilger, I. Oswald. Wien — Köln — Weimar 2003, c. 365—415 [=Buchreihe des Instituts für den Donauraum und Mitteleuropa 9].
46. Der Glaube und das kirchliche Leben in der Ukraine // Wostok. Spezial. Westliche Ukraine: Galizien, Bukowina, Transkarpatien. Streifzüge durch Geschichte und Kultur (Berlin 2003) 50-55.
47. Dialog kultur i kultura dialogu na wspołczesnej Ukrainie — perspektywa chreścijańska // Tradycje różnorodności kulturowej i religijnej w Europie Środkowo-Wschodniej / Red. Jerzy Kłoczowski, Sławomir Łukaszewicz. Lublin 2003, S. 101—112.
48. Die Union von Brest 1595/96 // ContaCOr 5(2) (2003) 205—231.
49. Історичний шлях редемптористів східної вітки на українській землі // Редемптористи: дев'яносто літ в Україні / упорядн. о. Ярослав Приріз, ЧНІ. Львіві 2003 с. 42-74.
50. Nell'interesse della storia e della Chiesa // La nuova Europa 1 (2004) 15-27.
51. Die Union von Brest 1595/96. Entstehung und historische Hintergründe // Internationales Forschungsgespräch der Stiftung PRO ORIENTE zur Brester Union. Erstes Treffen: 18.-24. Juli 2002 / Hrsg. von Johann Marte. Würzburg 2004, S. 39-70.
52. Der Glaube nach dem Atheismus: Das religiöse Leben und die zwischenkonfessionellen Verhältnisse in der unabhängigen Ukraine // Religionen auf Wanderschaft. Chancen und Probleme der interreligiösen Begegnung im Zeichen globaler Migration. Katholischer Akademischer Ausländer-Dienst (KAAD). Jahresakademie 29. Apriel — 2. Mai 2004 / Hrsg. Hermann Weber. Bonn 2004, S. 95-106.
53. L'expérience des martyrs pour la génération contemporaine // Actes du Colloque «Sang des martyrs semence d’Église». 30 ans de la revue L’Église dans le Monde // L’Église dans le Monde 123(supplément) (2004) 72-78.
54. Історичні обставини й тенденції розвитку релігійного життя та міжконфесійних взаємин у сучасній Україні // Віра після атеїзму: релігійне життя в Україні в період демократичних перетворень і державної незалежности / ред. Міклош Томка й Олег Турій. Львів: Вид-во УКУ 2004, с. 5-45.
55. Wie Religion ins Spiel kam. Die Kirchen und die «Orangene Revolution» in der Ukraine // Herder Korrespondenz59(5) (2005) 261—266.
56. Der «ruthenische Glaube» und die «treuen Ruthenen»: Die habsburgrerische Politik bezüglich der griechisch-katholischen Kirche // Grenzregionen der Habsburgermonarchie im 18. und 19. Jahrhundert. Ihre Bedeutung und Funktionen aus der Perspektive Wiens / Hg. Hans-Christian Maner. Münster: LIT, 2005, S. 123—132 [=Meinzer Beiträge zur Geschichte Osteuropas 1].
57. Staat und Religion in der Ukraine. Eine Chance für die Kirche und Staat im Grenzraum der Europäischen Union // Ostkitchliche Studien 54 (2005) 106—114.
58. Turij O. Einleitung: Religiöser Pluralismus, das Politische und die Ukraine // Religiöse Pluralität als Faktor desPolitischen in der Ukraine / Hrsg. von Katrin Boeckh und Oleh Turij. Regensburg 2015. S.1-12.
59. Turij O. Historische Wurzeln interkonfessioneller Konflikte in der gegenwärtigen Ukraine: Identifikationsprobleme der christlichen Kirchen // Religiöse Pluralität als Faktor des Politischen in der Ukraine / Hrsg. von Katrin Boeckh und Oleh Turij. Regensburg 2015. S. 115—138.
60. Turij O. ‘Traditional’ Churches In Independent Ukraine. In Search of Common Identity // Ukraine twenty years after independence: Assessments, perspectives, challenges / Ed. Giovanna Elisabeth Brogi, Marta Dyczok Oxana Pachlovska, Giovanna Siedina. Roma, 2015. P. 55-74.
61. Турій О. Політичні аспекти діяльності митрополита Андрея Шептицького // Ковчег 7. Львів, 2015. С. 277—286 .